# Ephippigerida saussuriana
Ephippigerida saussuriana is een rechtvleugelig insect uit de familie van de sabelsprinkhanen (Tettigoniidae). De wetenschappelijke naam van deze soort is voor het eerst voorgesteld als Ephippiger saussurianus door Ignacio Bolívar in een publicatie uit 1878.
Deze soort komt voor in Noord- en Midden-Spanje en Noord- en Midden-Portugal.